# 호쿠
호쿠 크리스찬 호(Hoku Christian Ho)는 미국의 가수이자 작곡가, 배우이다. 1981년 6월 10일생인 그는 하와이주 태생이며, 저명한 하와이 출신 작곡자인 돈 호의 딸이기도 하다. 대한민국 내에서 그의 가장 유명한 곡으로는 영화 금발이 너무해의 주제곡인 Perfect Day가 있다.

## 생애
호쿠라는 말은 하와이 토착 언어로 스타라는 의미이다. 하와이의 오아후섬에서 태어났으며 아버지인 돈 호와 어머니 파티 스왈리 사이에서 태어났다. 사실 아버지인 돈 호는 폴리네시아계, 중국계, 포르투갈계, 네덜란드계, 독일계의 혈통이며, 어머니는 하와이 토착계와 필리핀계 미국인계의 혼혈 계통이다. 그렇기에 그는 미국 내에서 아시아계 가수에 속한다.
호쿠는 라 피에르타라고 하는 호놀룰루의 학교를 나왔으며 포인트 로마 나자렌 대학에서 경영학을 공부했다.

### 1999 - 2001
호쿠는 그의 데뷔 앨범을 어나더 덤 블론드(Another Dumb Blonde)로 했으며 영화 스노우 데이 OST이다. 엠티비의 토탈 리퀘스트 라이브에서는 상위 10위에 랭크되는 기염을 토하기도 했다. 니켈로디언 채널에도 브리트니 스피어스, 엔싱크, 아론 카터 등과 특별 초대손님으로 출연했다.
2000년에 그는 직접 제목을 붙인 앨범을 발표했다. 2001년 영화 금발이 너무해의 주제곡은 퍼펙트 데이를 녹음하면서 인기를 끌기도 했다.
하지만, 이후 앨범 작업 중 자켓 촬영에 문제가 있다고 느낀 그는 소속사와 갈등을 빚었다고 한다. 앨범 작업에도 적잖은 영향을 주게 되자 5년간 그는 음악 작업을 전면 중단했다.

## 2006년 - 현재
현재 그는 캘리포니아의 오렌지 카운티에 머물고 있으며 남편 제레미 클레멘츠와 함께 살고 있다. 하와이에도 가끔 들어와서 그의 아버지와 음악 작업을 한다고 한다. 그러나 2007년 그의 아버지가 사망하면서 그런 일은 이제 없게 되었다. 생전 그의 아버지 돈 호는 호놀룰루의 와이키키 비치콤버 호텔에서 돈 호 쇼를 했고 실제로 호쿠가 어렸을 때에는 어머니가 쇼 가수로 출연하기도 했다고 한다.
그의 노래 퍼펙트 데이는 미국의 소매업체인 JC페니 사와 샌들스 리조트가 광고에 그의 음악을 사용하면서 인지도를 높여가기 시작했다. 그런데 이후로 호쿠가 두 번째 앨범을 들고 컴백하리라는 루머가 퍼지기 시작했다. 이것은 거짓이 아니어서 올라 비스타 레코드사와 호흡을 맞추고 있는 그의 모습에 이 소문이 사실로 드러났다.
이번 앨범은 2008년 봄에 출시 예정이며 라디오로는 이미 2월에 엠티비 뮤직 비디오를 통해서 공개되었다. 앨범 제목은 리슨 업(Listen Up)이다. 또한 퍼펙트 데이가 그의 정규 앨범 수록곡으로는 여태껏 한번도 출시되지 않았기 때문에 다시 녹음 작업을 하고 있다고 한다.

## 디스코그래피

### 앨범
| 연도 | 앨범    | 상태 | 순위         |
| 2000 | 호쿠    |      | 빌보드 151위 |
| 2008 | 리슨 업 |      | 미발표       |

### 싱글
| 연도 | 노래                                  | 상황 | 순위             |
| 2000 | 어나더 덤 블론드(Another Dumb Blonde) |      | 빌보드 차트 27위 |
| 2000 | 하우 두 아이 필(How do I feel)        |      | 빌보드 차트 36위 |
| 2001 | 퍼펙트 데이(Perfect Day)              |      | 빌보드 21위      |
| 2008 | 잇츠 후 아이 엠(It's Who I am)        |      |                  |

## 영화
| 연도 | 영화            | 역할      |
| 2002 | 낸시 드류       | 비트시 역 |
| 2003 | 아리조나의 여름 | 샨 역     |

## 광고
| 상품        | 역할          |
| 트윅스 사탕 | 광고음악 가수 |
| 봉고 섬유   | 광고모델/가수 |